# Villechauve
Villechauve is een gemeente in het Franse departement Loir-et-Cher (regio Centre-Val de Loire) en telt 284 inwoners (2004). De plaats maakt deel uit van het arrondissement Vendôme.

## Geografie
De oppervlakte van Villechauve bedraagt 10,9 km², de bevolkingsdichtheid is 26,1 inwoners per km².
De onderstaande kaart toont de ligging van Villechauve met de belangrijkste infrastructuur en aangrenzende gemeenten.

## Demografie
Onderstaande figuur toont het verloop van het inwonertal (bron: INSEE-tellingen).